# 五箇村 (広島県)
五箇村（ごかむら）は、広島県甲奴郡にあった村。現在の庄原市の一部にあたる。

## 地理
田総川の源流域に位置していた。

## 歴史
- 1889年（明治22年）4月1日、町村制の施行により、甲奴郡五箇村が単独で村制施行し、五箇村が発足[1][2]。五箇村、黒目村、亀谷村、上領家村、中領家村の町村組合を結成し役場を五箇村に設置[1]。
- 1913年（大正2年）2月1日、甲奴郡黒目村、亀谷村、上領家村、中領家村と合併し、領家村を新設して廃止された[1][2]。

## 産業
- 農業[1]